# Hamit Kaplan
Hamit Kaplan (Hamamözü, 20 settembre 1934 – Çorum, 5 gennaio 1976) è stato un lottatore turco, specializzato sia nella lotta libera che nella lotta greco-romana.

## Palmarès
- Giochi olimpici

Melbourne 1956: oro nella lotta libera pesi massimi.
Roma 1960: argento nella lotta libera pesi massimi.
Tokyo 1964: bronzo nella lotta libera pesi massimi.
- Mondiali

Karlsruhe 1955: bronzo nella lotta greco-romana pesi massimi.
Istanbul 1957: oro nella lotta libera pesi massimi.
Budapest 1958: bronzo nella lotta greco-romana pesi massimi.
Teheran 1959: argento nella lotta libera pesi massimi.
Yokohama 1961: argento nella lotta libera pesi massimi, argento nella lotta greco-romana pesi massimi.
Sofia 1963: bronzo nella lotta libera pesi massimi.
Helsingborg 1963: bronzo nella lotta greco-romana pesi massimi.
- Coppa del mondo

Istanbul 1956: oro nella lotta greco-romana pesi massimi, argento nella lotta libera pesi massimi.
Sofia 1958: bronzo nella lotta libera pesi massimi.
- Giochi del Mediterraneo

Barcellona 1955: oro nella lotta greco-romana pesi massimi.
Beirut 1959: oro nella lotta libera pesi massimi.
Napoli 1963: oro nella lotta libera pesi massimi.
- Balcanici

Burgas 1960: argento nella lotta libera pesi massimi.
Jambol 1965: argento nella lotta greco-romana pesi massimi.